# 迪克雷茲維爾 (加利福尼亞州)
迪克雷茲維爾（英語：Declezville）是位於美國加利福尼亞州聖貝納迪諾縣的一個非建制地區。該地的面積和人口皆未知。

## 地理
迪克雷茲維爾的座標為34°02′40″N 117°28′53″W / 34.04444°N 117.48139°W，而該地的平均海拔高度為286米（即938英尺）。